# 順天巡撫
順天巡撫，又稱薊州巡撫、巡撫順天等府地方兼整飭薊州等處邊備，為明朝中后期到清朝初期的一個巡撫職位，其原由北直隸巡撫分出，轄區包括順天府、永平府。

## 沿革
- 成化八年，從北直隸巡撫分出。
- 正德二年，罷。
- 正德五年，恢復建制。
- 嘉靖二十九年，因防範蒙古入侵，而分離出昌平巡撫、通州巡撫。
- 嘉靖三十年，通州巡撫編制罷，通州歸還順天巡撫。
- 嘉靖三十二年，昌平巡撫編制罷，昌平歸還順天巡撫。
- 天啓元年，恢復通州巡撫，通州改屬。同年，天津巡撫恢復設置，原順天府的武清縣、寶坻縣，永平府的灤州、樂亭縣等別屬天津巡撫。
- 天啓二年，通州巡撫罷，恢復通州歸屬。
- 崇禎二年，因恢復設置通州巡撫，通州再改屬[3]。
- 崇禎四年，分設山永巡撫，永平府別屬。
- 崇禎九年，恢復昌平巡撫，昌平州別屬。
- 崇禎十一年，分設置密雲巡撫，密雲別屬。
- 崇禎十二年，通州巡撫、昌平巡撫罷，兩地歸還。
- 崇禎十四年，因恢復昌平巡撫建制，昌平州別屬。
- 崇禎十五年，因恢復通州巡撫建制，通州別屬。
- 崇禎十六年，通州巡撫罷，通州歸還。
- 清朝順治元年，宋權（1644年—1646年在任）、柳寅東（1646年—1647年在任）、耿焞（1647年—1648年在任）、楊國興（1648年—1652年在任）、王來用（1652年—1654年在任）、董天機（1654年—1658年在任）、祖重光（1658年—1661年在任）、韓世琦（1661年在任）擔任順天巡撫，順治十八年裁撤。